# 포트거스 D. 에이스
}
포트거스 D. 에이스(Portgas D. Ace, ポートガス D. エース)는 일본 만화 및 애니메이션 "원피스 (ONE PIECE)"에 나오는 등장 인물이다. 원어판 성우는 후루카와 토시오, 한국어판은 KBS판은 서문석, 투니버스판은 김장, 대원방송 재더빙판은 이동훈이 맡았으며, 소년 시절은 투니버스판에서는 손수호(3D2Y)와 엄상현(에피소드 오브 사보), 대원방송 재더빙판에서는 송하림이 맡았다. 몽키 D. 루피의 의형이자 최근 애니에 등장한 사보와는 동갑인 절친이자 의형제. 흰 수염 해적단의 2번대 대장이다. 흰 수염 해적단에 들어가기 전에는 스페이드 해적단의 선장이었다. 마샬 D. 티치와의 싸움에서 패해 임펠 다운에 유폐되고 공개처형 선고를 받는다. 형장 마린포드에서 구출되지만 도주 중 해군대장 아카이누에 의해 살해당한다. 그러나 원피스 해적무쌍2 신세계 스토리에서는 죽지 않고 살아있는 설정이다. 가족 관계는 아버지는 해적왕 골 D. 로저, 어머니는 포트거스 D. 루즈이다.

## 외모
1. 등에 흰 수염 해적단 마크가 있고 주황색 웃음&슬픔 마크 모자를 착용하고 있다.
2. 볼에 주근깨가 있다.(포트거스 D. 루즈의 영향)
3. 곱슬기가 있는 검은 색 머리이다.(골 D. 로저의 영향)
4. 왼쪽 팔뚝에 자신의 이름을 문신했다.(AS라고 써서 S 위에 가위표를 하고 다시 CE를 적음) (S에 가위표 문양은 어렸을적 죽은줄만 알았던 의형제 사보가 어렸을 때 그린 해적기의 모양이다.)
5. 루피와 마찬가지로 엄청난 식신이지만, 뚱뚱하지 않다.
6. 상의는 거의 입지 않는다.(KBS 더빙판에서는 상의를 입힌 모습으로 처리)
7. 현재까지 밝혀진 D 가문과 마찬가지로 약간의 기면증(가만있다가도 갑자기 잠자는 병)이 있다.

## 능력
이글이글 열매를 먹어서 자신의 몸을 불로 만들어 공격하거나 방어할 수 있다. 자연계(로기아) 열매이기 때문에 총이나 칼 같이 일반 무기는 통하지 않는다. 하지만 마그마에는 데미지를 입고 타게 되며, 이로 인해 마그마그 열매를 먹은 아카이누에게 죽는다. 그리고 모든 자연계 열매 능력자들과 마찬가지로 무장색의 패기에는 물리적인 공격이 통한다.

## 기술
- 화권(火拳 : 불주먹)
  - 주먹을 불로 변화시켜 날린다. 배 5척을 산산조각 냈던 기술이다. 에이스를 불주먹 에이스(히켄노 에이스)로 만들어준 기술이기도 하다.
- 불꽃벽
  - 거대한 불꽃을 벽 모양으로 만들어서 방어를 한다.
- 화건(火銃 : 불총)
  - 손을 총모양으로 하고 손끝에서 불총알을 발사한다.
- 형화 화달마(螢火 火達磨 : 반딧 불덩이)
  - 반딧불이 모양의 불꽃을 만들어서 적에게 폭파시킨다.
- 신화 부지화(神火 不知火 : 신화 신기루)
  - 양 손에 긴 불창을 만들어서 적에게 던진다.
- 염계(炎戒) 불기둥
  - 손을 원으로 휘둘러 원모양의 불을 만들고 원모양의 불이 하늘로 치솟아 불기둥이 된다.
- 경화염(鏡火炎)
  - 불꽃으로 작은 벽을 만들어 방어한다.
- 십자화(十字火)
  - 손가락으로 열 십(十)자를 만들고 적을 타겟하고, 십자가 모양의 불을 쏜다.
- 대염계 염제(大炎戒 炎帝)
  - 주변에 불길을 만들어서 태양처럼 보이는 커다란 불을 원으로 압축시키고, 자신의 머리 위에 들어올렸다가 던진다. 필살기.
- 불창
  - 손에서 불창이 생겨 창을 쏘는 기술이다.

## 행적

### 출생
과거 해적왕 골 D. 로저의 아들이다. 단지 해적왕의 아들이란 이유만으로 로저가 죽고 나서 해군이 그의 아들인 에이스를 찾으러 해군들은 온 곳을 돌아다니며 그의 아들을 찾으러 돌아다닌다. 그러나 결국 찾지 못하고 해군은 그의 아들을 찾는 것을 포기한다. 에이스의 어머니 포트거스 D. 루즈는 해군들의 수색이 잠잠해질 때까지 에이스를 배에 배고 있다가 수색이 잠잠해지자 에이스를 낳고 오래 참은 끝에 다량의 출혈과 함께 에이스를 낳자마자 즉사한다.(에이스의 성씨가 '골'이 아닌 '포트거스'인 이유는 에이스는 어릴적부터 아버지를 경멸하고 아버지 때문에 어머니가 죽었기 때문에 어머니의 성씨인 '포트거스'를 사용했다. 과거 로저가 공개처형 얼마전에 오래 싸워오면서 미운정 고운정 다 든 해군 가프에게 자신의 아들을 제발 부탁해달라고 말한다. 가프는 비록 적이긴 하지만 해군임에도 불구하고 에이스의 싹을 자르지 않고 해군으로부터 루즈를 보호해주며 루즈가 죽고 나서 에이스를 자신의 고향 풍차마을로 데려와서 키우게 된다. 풍차마을 안쪽 숲 속에서 가프가 잡지 않는 조건 하에 데리고 있는 산적 다단에게 에이스를 맡기고 훌륭한 해군으로 키우라고 부탁한다.

### 루피&사보와의 만남
어렸을 때는, 자신의 아버지인 골 D. 로저 때문에 항상 자기의 정체성에 대해 고민을 했고, 항상 사람들에게 욕을 얻어먹기도 했다. 하지만 의형제 몽키 D. 루피와 사보를 만난 이후, 그의 인생은 달라진다. 그는 17살에 마을을 떠나서 스페이드 해적단을 만들어 선장이 되지만, 흰 수염(에드워드 뉴게이트)에게 패해 흰 수염 해적단이 되고, 얼마 지나지 않아 2번대 대장이 된다.
어느 날, 그의 부하였던 마샬 D. 티치가 4번대 대장 삿치를 죽이자 화가 난 에이스는 티치를 잡으러 떠난다. 에이스는 티치를 찾지만, 티치에게 패해 처형위기에 당한다. 탈출에 성공하지만 에이스를 도발한 아카이누에게 목숨을 잃는다.
얼마 후에 가프는 자신의 손자인 루피를 데려와서 에이스와 루피를 훌륭한 해군으로 키우려고 노력한다. 에이스의 친구인 사보와 같이 의형제를 맺게 된다. 가프는 에이스와 루피를 훌룡한 해군으로 육성하고 싶었지만 이미 그들의 마음속에는 해적이 되고 싶다는 마음이 있었다. 사보가 먼저 바다로 떠나다가 천룡인의 배에 포격에 맞아 사보의 배가 폭파되며 생사불명된 이후 두번째로 바다로 항해하게 된다. 바다로 나가서 자신이 선장인 스페이드 해적단을 만들어 흰 수염과 부딪히게 되지만 결국 자신의 해적단이 흰 수염에 의해 전멸하고 흰 수염의 제안으로 인해 그의 아들이 된다. 그 후로 흰 수염을 왕으로 만든다는 집념하에 흰 수염 해적단에 목숨을 바치고 살아간다. 그리고 2번대 대장으로 승격하면서 살아간다. 어느날, 4번대 대장 삿치가 손에 넣은 어둠어둠 열매를 보고 욕심난 티치가 삿치를 살해하고 삿치에게서 어둠어둠 열매를 탈취하고 자신을 추종하는 4명(지저스 바제스, 도크Q, 반 오거, 라피트)을 데리고 2번대 대원들을 전멸시키고 도주하게 된다. 그것에 심하게 분노를 느낀 에이스가 자신의 번대에서 일어난 일이라며 티치를 찾아가서 처리하고 싶다고 흰 수염에게 부탁을 하지만 흰 수염은 에이스를 말린다. 흰 수염이 원래 자신들의 동료를 살해하거나 배신하는걸 제일 싫어하는 인물이긴 하지만 무엇보다 해적왕의 아들이란 이유만으로 모든 해군들의 표적이 되고 있는 에이스이기 때문에 계속 거절하다가 결국 아들의 집념을 이기지 못하고 에이스를 보내주게 된다. 결국 에이스는 검은 수염이란 이름으로 활동하고 있는 마샬 D. 티치를 만나게 되며 접전을 벌이게 되지만 자연계 열매중에 독보적으로 능력자들의 능력을 흡수하는 정말 특수하디 특수한 티치의 어둠어둠열매 능력을 제대로 간파하지 못하고 티치에게 패배하게 된다. 그리고 임펠 다운에 수감되며 Lv.6에 갇히게 된다. 그리고 해적왕의 아들인 에이스를 바로 공개처형하기로 하고 날짜를 잡는다. 그의 의동생인 루피가 에이스의 공개처형 얘기를 듣고 무작정 임펠 다운에 들어가서 난장판을 치지만 한발 앞서서 에이스는 공개처형장으로 올라가고 그곳에서 아들을 구하러 온 흰 수염 해적단과 마린포드로 간 루피일당과 해군들과 정면으로 겨루게 된다. 엄청난 접전 끝에 결국 루피가 에이스를 구하고 그대로 탈출되는듯 하지만 아카이누가 흰 수염을 비난하는 말투로 도발을 하면서 싸우다가 결국 루피를 구하기 위해 에이스가 희생되고 루피 앞에서 인생을 마감하게 된다.

## 전투 상대
- 포르쉐미
  - 포르쉐미에게 잡힌 루피를 구하기 위해 사보와 함께 싸워서 승리.
- 블루잼 해적단
  - 블루잼의 부하들은 무의식적으로 나온 패왕색의 패기로 쓰러뜨리고, 블루잼은 다단과 함께 덤벼서 겨우 승리. 그레이 터미널의 화재로 인해 겨우 살아남.
- 사보
  - 어린 시절, 훈련 삼아 여러번 싸웠다. 둘의 실력차가 거의 없어 무승부.
- 몽키 D. 루피
  - 어린 시절, 수없이 싸워서 백전백승했다.
- 징베
  - 흰 수염을 만나려 간 에이스를 징베가 상대했다. 5일 동안 싸우다가 결국 둘 다 쓰러졌다.(무승부)
- 에드워드 뉴게이트
  - 흰 수염에게 100번 가까이 덤볐으나 이기지 못하고, 결국 부하가 된다.(패배)
- 스모커
  - 위험에 처한 루피를 구하고 스모커와 싸운다. 스모커는 연기이고, 에이스는 불이라서 결판이 나지 않았다. 에이스가 불꽃벽으로 방어를 치고 도망친다.(무승부)
- 바로크 워크스 빌리온즈
  - 에이스를 쫓기 위해 왔지만, 에이스가 불주먹으로 배 5척을 태워버림.(승리)
- 마샬 D. 티치
  - 자신의 부하였던 티치를 잡으려 했지만, 어둠어둠 열매를 먹은 티치에게 패배해 임펠다운에 유폐되어 공개처형을 선고받는다.(패배)
- 아오키지
  - 루피에게 다가간 아오키지를 에이스가 상대함. 불과 얼음의 대결로, 승부가 나지 않았다.(무승부)
- 아카이누
  - 아카이누의 능력  마그마로 에이스를 태워버린다. 에이스에게 공격을 하고 루피를 죽이려 하지만, 에이스가 루피 대신 공격을 받고 죽는다.(패배)